# Hey Baby!
〈Hey Baby!〉는 《크레용 신짱》(짱구는 못말려)의 오프닝 음반이다.

## 개요
애니메이션 《크레용 신짱》(짱구는 못말려)의 11번째 오프닝 테마로 2010년 8월 6일부터 2011년 1월 28일 방송분까지 사용됐으며, 대한민국에서는 X파일 1기 ~ 3기, 15기, 2016스페셜에서 오프닝 테마로 사용되었다.